# Luigi II di Monaco
Luigi II di Monaco (nome completo in francese Louis Honoré Charles Antoine; Baden-Baden, 12 luglio 1870 – Monaco, 9 maggio 1949) è stato principe sovrano di Monaco dal 1922 al 1949.
Luigi II era figlio del principe regnante Alberto I di Monaco e di Maria Vittoria Hamilton, in seguito moglie del principe Festetics von Tolna (un discendente del quale sposò la figlia primogenita di Edoardo Agnelli, Clara). Alla sua morte gli succedette sul trono il nipote, Ranieri III.
Con il suo nome è stato chiamato lo stadio di calcio più importante del Principato, che ospita le partite della Ligue 1 francese del Monaco.

## Biografia

### Infanzia

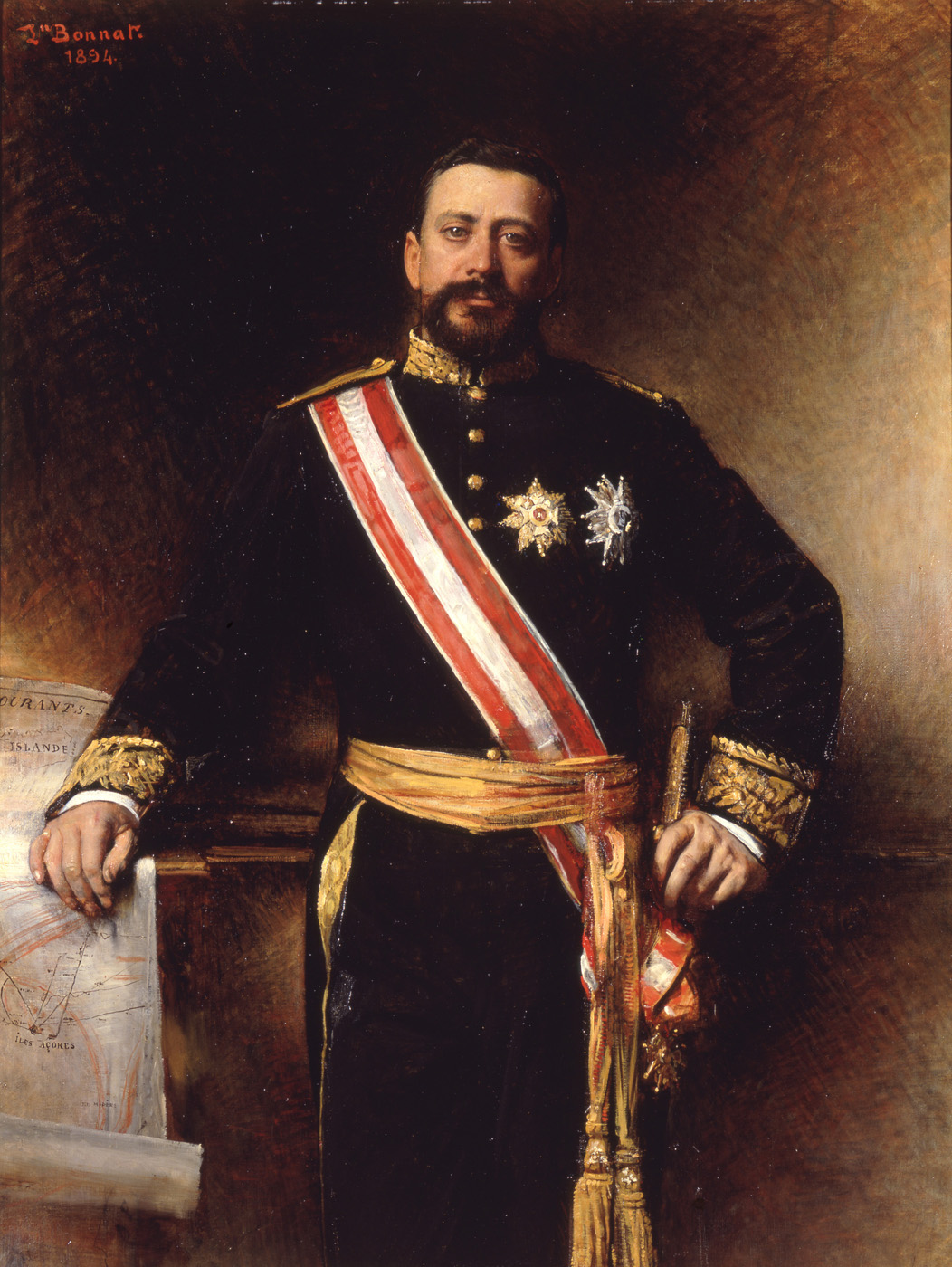
Alberto I di Monaco ritratto da Léon Bonnat nel 1894. Oggi questo dipinto è conservato nel Palazzo dei Principi, Monaco

Il principe Luigi di Monaco nacque a Baden-Baden, in Germania, unico figlio del principe Alberto I di Monaco (1848-1922) e di lady Mary Victoria Hamilton (11 dicembre 1850-14 maggio 1922). Sua madre era figlia di William Alexander Anthony Archibald Hamilton, XI duca di Hamilton, e di sua moglie, la principessa Maria Amelia Elisabetta Carolina di Baden.
La madre, di appena 19 anni, era fortemente avversa a Monaco e di conseguenza il suo matrimonio col marito non era dei più felici. Poco dopo la nascita del figlio, infatti, ella decise di abbandonare definitivamente il Principato e nel 1880 il matrimonio dei due venne annullato. Luigi venne cresciuto in Germania da sua madre e dal patrigno, il conte (poi principe) Tassilo Festetics von Tolna, assieme alla sorellastra Maria-Mathilde (nonna poi di Ira von Fürstenberg), e non vide suo padre sino all'età di 11 anni, quando venne obbligato a fare ritorno a Monaco per iniziare il suo percorso di formazione in vista della futura successione al trono.
Il padre di Luigi, il principe Alberto, era una personalità dominante che aveva fatto di Monaco un centro di attività culturale ed intellettuale riconosciuto in tutto il mondo, ma a livello personale si era sempre dimostrato piuttosto freddo e distaccato. Luigi, quando ebbe raggiunta l'età necessaria, si recò in Francia, arruolandosi all'École spéciale militaire de Saint-Cyr. Quattro anni più tardi, dopo il diploma, chiese di essere posto in servizio nella Legione straniera e pertanto combatté nelle guerre nelle colonie francesi in Africa.

### Relazione con Marie-Juliette Louvet

Francobollo raffigurante Charlotte Louise Juliette ritratta da Philip de László

Mentre si trovava in Algeria, incontrò Marie-Juliette Louvet (1867-1930), una cantante e cabarettista. Juliette era già madre di due figli, Georges e Marguerite, da quello che era il suo marito, il fotografo francese Achille Delmaet. Sebbene il principe si fosse follemente innamorato della ragazza, che era disposta ad abbandonare tutto ed a ricusare il suo matrimonio per seguirlo, il principe Alberto si intromise, giudicando l'unione assolutamente inopportuna secondo i canoni dell'epoca. Si disse che Luigi, ignorando il padre, sposò Juliette nel 1897, ma non vi sono prove di questo fatto, ad eccezione della loro figlia illegittima, Charlotte Louise Juliette, nata appunto il 30 settembre 1898 a Constantine, in Algeria.

### Carriera militare
Per dieci anni Luigi prestò servizio nell'esercito, distinguendosi ed ottenendo tra le altre cose la croce di cavaliere della Legion d'onore. Nel 1908 fece ritorno in patria, lasciando in Algeria l'amante e la figlia. Allo scoppio della prima guerra mondiale si arruolò nuovamente nell'esercito francese, nella V armata. Alla fine del conflitto ottenne la placca da grand'ufficiale della Legion d'onore ed il grado di brigadiere generale. Per le numerose distinzioni militari ottenute, Luigi venne conosciuto popolarmente col soprannome di le prince soldat ("il principe soldato").

### Principe di Monaco

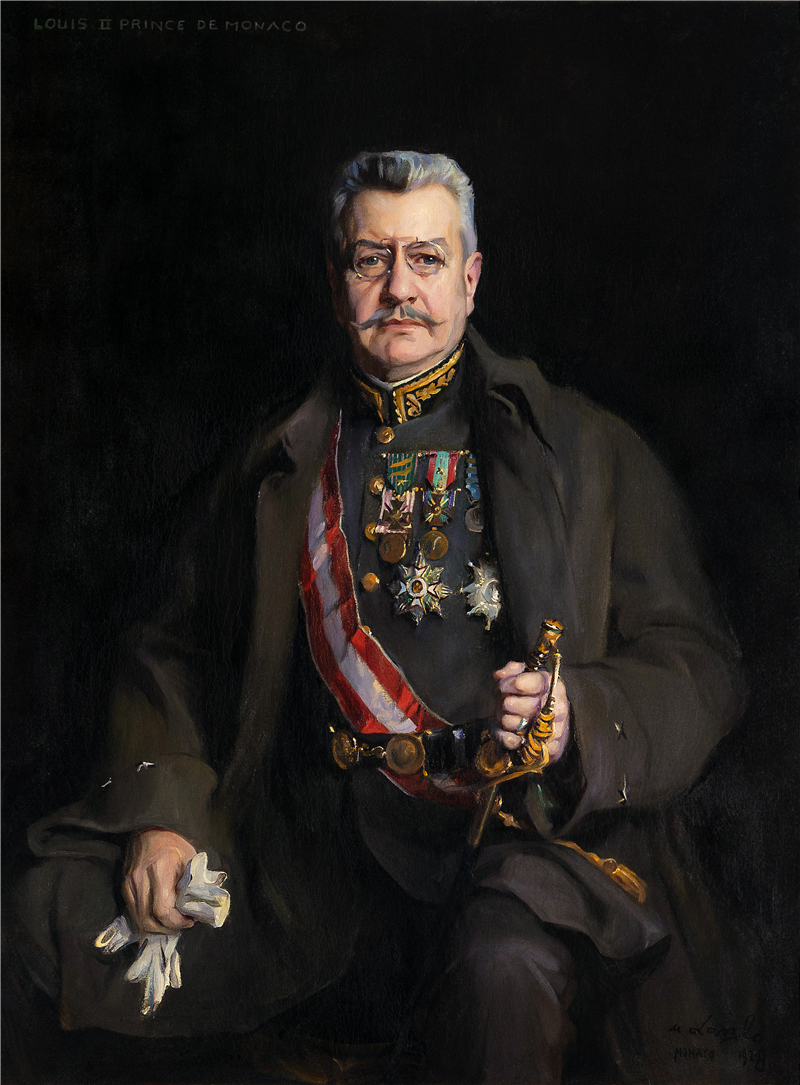
Luigi II ritratto da Philip de László nel 1928

Luigi II salì sul trono del Principato di Monaco il 26 giugno 1922. Pur non offuscando lo splendore raggiunto da suo padre durante il suo governo, Luigi II lasciò un'impronta indelebile nel piccolo principato: nel 1924 costituì il Monaco Football Club e nel 1929 si tenne il primo Gran Premio di Monaco, vinto da Charles Grover (noto come "Williams") alla guida di una Bugatti dipinta del famoso color verde britannico. Appassionato di militaria, collezionò oggetti appartenuti a Napoleone Bonaparte che sono oggi riuniti nel Museo Napoleonico di Monaco, nei pressi del Palazzo dei Principi a Monte Carlo.
In particolare i primi anni di regno di Luigi vennero contraddistinti da un'amministrazione estremamente proba: egli ottenne l'allontanamento di Camille Blanc, che da lungo tempo amministrava il Casinò di Monte Carlo e verso il quale il pubblico aveva sempre nutrito pesanti sospetti circa l'onestà della sua amministrazione (sostituendolo tuttavia col certo non più candido Basil Zaharoff).
Nel 1931, il prestigio culturale di Monaco venne implementato quando a René Blum venne chiesto di costituire il Ballet de l'Opéra à Monte-Carlo. Poco prima dello scoppio del secondo conflitto mondiale, nel 1939, venne costruito un nuovo stadio di calcio per ospitare gli World University Games, che prese appunto il nome di "Stade Prince Louis II".

### Seconda guerra mondiale

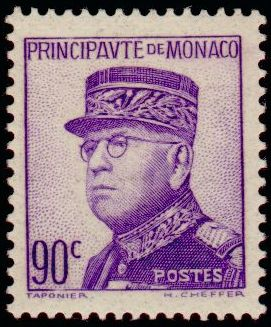
Luigi II in un francobollo del 1937

Il comportamento del principe Luigi II durante la seconda guerra mondiale fu particolarmente germanofilo. Pur rimanendo fedele alla Francia, infatti, Luigi II commise l'errore di avvicinarsi troppo alla politica della Repubblica di Vichy guidata dal generale francese Pétain, rinomato per essere filo-nazista. Entrando nell'esercito francese nel 1944, il giovane principe Ranieri III di Monaco evitò alla famiglia Grimaldi l'accusa di collaborazionismo con i nazisti.
Luigi II tentò comunque di mantenere neutrale il piccolo Principato di Monaco, ma la crescente influenza della componente di popolazione italiana del principato e la vicinanza con il Regno d'Italia lo costrinsero suo malgrado ad avvicinarsi alla figura di Mussolini ed al regime fascista. Nel 1943, infine, le armate italiane  invasero ed  occuparono lo stato di Monaco, ponendovi a capo un'amministrazione di governo di tipo fascista, successivamente rimpiazzata da un governo nazista dopo l'8 settembre e la consequenziale caduta del governo fascista; fu questo il periodo più duro per Monaco, in quanto il principe venne costretto a dare il proprio tacito assenso alle operazioni di deportazione della componente ebrea residente a Monaco per conto dei nazisti. Tra i personaggi deportati vi era anche lo stesso Blum, fondatore dell'Opera di Monaco, che morì successivamente in un campo di concentramento nazista. A proprio rischio, comunque, Luigi II si impegnò segretamente con gli Stati Uniti, cercando di prevenire le deportazioni avvisando tempestivamente i sospettati.

### Problema della successione

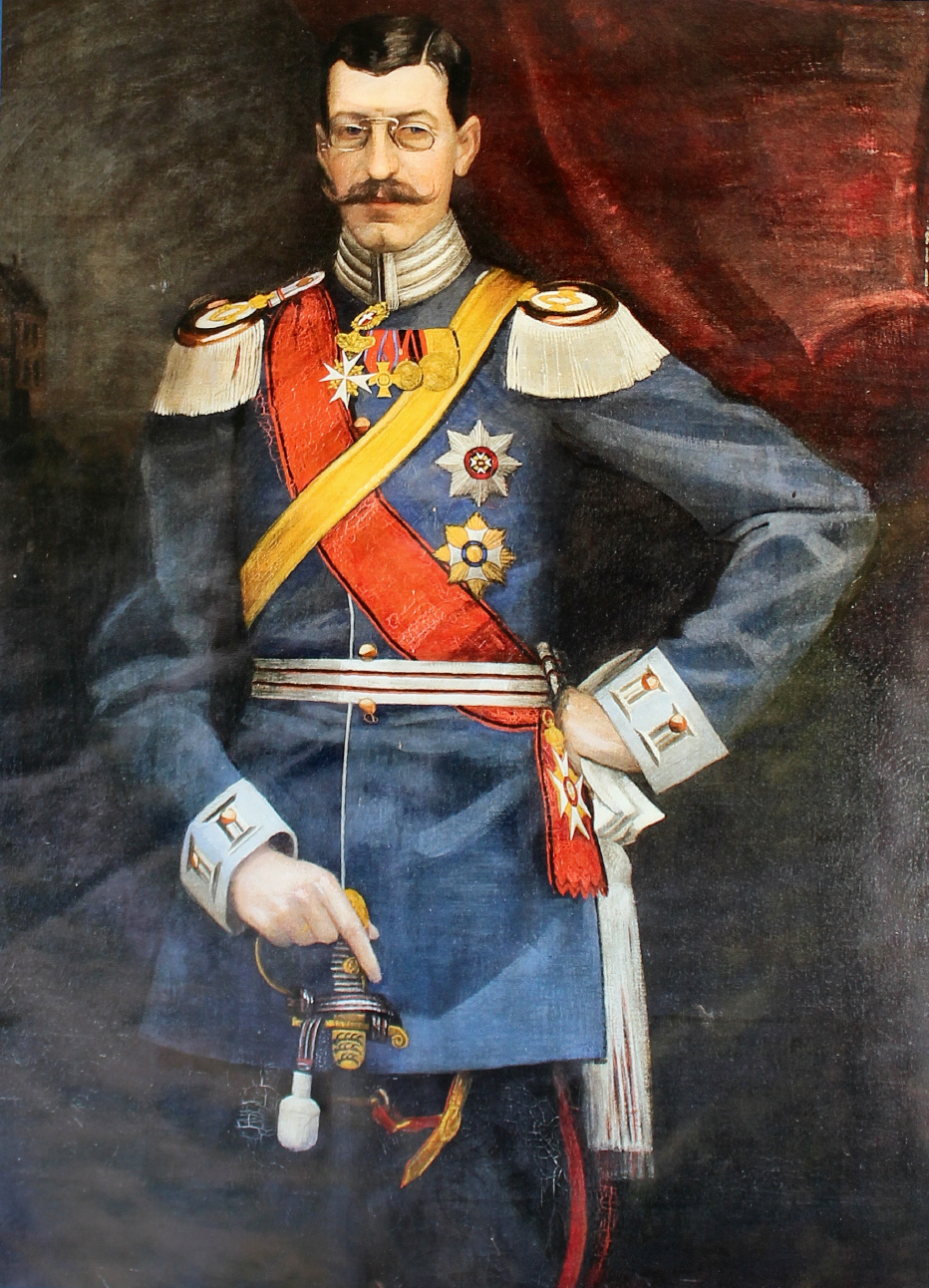
Guglielmo, duca di Urach ritratto nel 1897

Il principe incontrò nel 1898, in una città di guarnigione algerina, Marie-Juliette Louvet, figlia di modesti contadini del Pays de Caux (Normandia), che praticava il mestiere di "modella per foto d'arte". Dalla relazione con Marie-Juliette ebbe una figlia naturale illegittima, Charlotte Louise Juliette Louvet, nata a Costantina, che non fu immediatamente riconosciuta dal padre.
Non avendo Luigi figli legittimi, la Francia si preoccupò che il titolo di principe regnante potesse un giorno giungere ad un principe tedesco, Guglielmo, duca di Urach: nel 1911 Raymond Poincaré, un tempo avvocato della famiglia Grimaldi e Presidente del Consiglio della Repubblica francese, convinse Luigi a riconoscere la figlia illegittima Charlotte Grimaldi, che venne nominata erede dal nonno Alberto I nel 1918. Nel luglio dello stesso anno un trattato tra il Principato e la Francia previde che tutti i futuri principi dovessero essere cittadini francesi o monegaschi e che, in caso di estinzione della dinastia, Monaco avrebbe perso la propria sovranità a favore della Francia.
Charlotte diventò una Grimaldi, titolata duchessa di Valentinois e principessa di Monaco, e Guglielmo d'Urach scese al terzo posto nella linea di successione, dopo Luigi e la ragazza. Dopo l'ascesa al trono di Luigi II nel 1922, Guglielmo rinunciò ai suoi diritti in favore di un lontano cugino, il conte di Chabrillan.

### Matrimonio
Luigi s'innamorò di un'attrice che recitava L'Aiglon al teatro di Monaco: Ghislaine Dommanget, molto più giovane di lui. Victor Jeannequin, console di Francia, scrisse il 12 maggio 1942: Il principe è l'unico innamorato. La vecchia amante di Luigi è impropria al consumo. Sono dunque vari anni che il principe Luigi cerca altrove la carne fresca che gli reclamano l'appetito senile, l'età e il whisky". Il console si preoccupava inoltre dell'aspetto finanziario, per il principe che "finora, se la cavava con piccole speculazioni finanziarie più o meno pulite ma sufficienti per un tenore di vita piuttosto medio. Cosa succederà quando i bei denti di Ghislaine avranno, più ampiamente ancora, morso nella cassetta personale (...) ?. I due si sposeranno nel 1946.
Dopo la morte del principe, Ghislaine Dommanget, naturalizzata monegasca, perse il processo contro la famiglia Grimaldi che l'accusava di dilapidare la fortuna del principe Luigi II.
Non ebbero figli e la donna morì nel 1991 a Parigi.

### Ultimi anni e morte

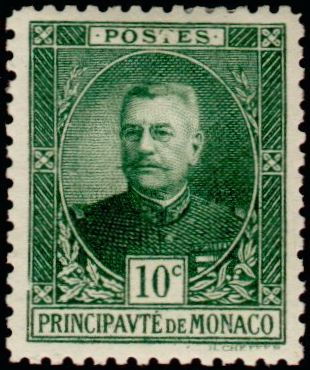
Un francobollo di Luigi II Grimaldi

Luigi II ha arricchito la raccolta filatelica del padre, costituita in un museo postale da Ranieri III nel 1950.
Il principe Luigi morì il 9 maggio 1949 a Monaco.

## Ascendenza
|                                       |                                        |                                           | Genitori                                  |  |  | Nonni |  |  | Bisnonni               |  |  | Trisnonni            |  |
|                                       |                                        |                                           |                                           |  |  |       |  |  | Florestano I di Monaco |  |  | Onorato IV di Monaco |  |
|                                       |                                        |                                           |                                           |  |  |       |  |  | Florestano I di Monaco |  |  | Onorato IV di Monaco |  |
|                                       |                                        | Louise d'Aumont Mazarin                   |                                           |  |  |       |  |  | Florestano I di Monaco |  |  |                      |  |
| Carlo III di Monaco                   |                                        |                                           |                                           |  |  |       |  |  | Florestano I di Monaco |  |  |                      |  |
|                                       |                                        | Maria Carolina Gibert de Lametz           | Charles-Thomas Gibert de Lametz           |  |  |       |  |  |                        |  |  |                      |  |
|                                       |                                        | Maria Carolina Gibert de Lametz           | Charles-Thomas Gibert de Lametz           |  |  |       |  |  |                        |  |  |                      |  |
|                                       |                                        | Maria Carolina Gibert de Lametz           | Marie-Françoise Le Gras de Vaubercey      |  |  |       |  |  |                        |  |  |                      |  |
| Alberto I di Monaco                   |                                        | Maria Carolina Gibert de Lametz           |                                           |  |  |       |  |  |                        |  |  |                      |  |
|                                       |                                        | Conte Werner de Mérode-Westerloo          | Conte Guillame de Mérode-Westerloo        |  |  |       |  |  |                        |  |  |                      |  |
|                                       |                                        | Conte Werner de Mérode-Westerloo          | Conte Guillame de Mérode-Westerloo        |  |  |       |  |  |                        |  |  |                      |  |
|                                       |                                        | Conte Werner de Mérode-Westerloo          | Principessa Marie d'Ongnies de Grimberghe |  |  |       |  |  |                        |  |  |                      |  |
| Antoinette de Mérode-Westerloo        |                                        | Conte Werner de Mérode-Westerloo          |                                           |  |  |       |  |  |                        |  |  |                      |  |
|                                       |                                        | Contessa Victoire de Spangen d'Uyternesse | Conte François de Spangen d'Uyternesse    |  |  |       |  |  |                        |  |  |                      |  |
|                                       |                                        | Contessa Victoire de Spangen d'Uyternesse | Conte François de Spangen d'Uyternesse    |  |  |       |  |  |                        |  |  |                      |  |
|                                       |                                        | Contessa Victoire de Spangen d'Uyternesse | Baronessa Louise de Flaveau               |  |  |       |  |  |                        |  |  |                      |  |
| Luigi II di Monaco                    |                                        | Contessa Victoire de Spangen d'Uyternesse |                                           |  |  |       |  |  |                        |  |  |                      |  |
|                                       | Alexander Hamilton, X duca di Hamilton | Archibald Hamilton, IX duca di Hamilton   |                                           |  |  |       |  |  |                        |  |  |                      |  |
|                                       | Alexander Hamilton, X duca di Hamilton | Archibald Hamilton, IX duca di Hamilton   |                                           |  |  |       |  |  |                        |  |  |                      |  |
|                                       | Alexander Hamilton, X duca di Hamilton | Harriet Stewart                           |                                           |  |  |       |  |  |                        |  |  |                      |  |
| William Hamilton, XI duca di Hamilton | Alexander Hamilton, X duca di Hamilton |                                           |                                           |  |  |       |  |  |                        |  |  |                      |  |
|                                       |                                        | Susan Euphemia Beckford                   | William Thomas Beckford                   |  |  |       |  |  |                        |  |  |                      |  |
|                                       |                                        | Susan Euphemia Beckford                   | William Thomas Beckford                   |  |  |       |  |  |                        |  |  |                      |  |
|                                       |                                        | Susan Euphemia Beckford                   | Margaret Gordon                           |  |  |       |  |  |                        |  |  |                      |  |
| Maria Vittoria Hamilton               |                                        | Susan Euphemia Beckford                   |                                           |  |  |       |  |  |                        |  |  |                      |  |
|                                       |                                        | Carlo II di Baden                         | Carlo Luigi di Baden                      |  |  |       |  |  |                        |  |  |                      |  |
|                                       |                                        | Carlo II di Baden                         | Carlo Luigi di Baden                      |  |  |       |  |  |                        |  |  |                      |  |
|                                       |                                        | Carlo II di Baden                         | Amalia d'Assia-Darmstadt                  |  |  |       |  |  |                        |  |  |                      |  |
| Maria Amelia di Baden                 |                                        | Carlo II di Baden                         |                                           |  |  |       |  |  |                        |  |  |                      |  |
|                                       |                                        | Stefania di Beauharnais                   | Conte Claude de Beauharnais               |  |  |       |  |  |                        |  |  |                      |  |
|                                       |                                        | Stefania di Beauharnais                   | Conte Claude de Beauharnais               |  |  |       |  |  |                        |  |  |                      |  |
|                                       |                                        | Stefania di Beauharnais                   | Marchesa Claudine de Lézay-Marnézia       |  |  |       |  |  |                        |  |  |                      |  |
|                                       |                                        | Stefania di Beauharnais                   |                                           |  |  |       |  |  |                        |  |  |                      |  |

## Onorificenze

### Titoli e gradi militari stranieri
- Brigadiere generale dell'Esercito francese, 1918